# Världsmästerskapen i freestyle
Världsmästerskapen i freestyle hade premiär 1986.

## Tävlingar
| Upplaga | År    | Plats                                | Land         | Datum                   |
| ------- | ----- | ------------------------------------ | ------------ | ----------------------- |
| 1       | 1986  | Tignes                               | Frankrike    | 2-6 februari            |
| 2       | 1989  | Oberjoch, Bayern                     | Västtyskland | 1-5 mars                |
| 3       | 1991  | Lake Placid, New York                | USA          | 11-17 februari          |
| 4       | 1993  | Altenmarkt im Pongau, Salzburg       | Österrike    | 11-14 mars              |
| 5       | 1995  | La Clusaz                            | Frankrike    | 6-9 februari            |
| 6       | 1997  | Nagano                               | Japan        | 6-9 februari            |
| 7       | 1999  | Meiringen-Hasliberg, Bern            | Schweiz      | 10-14 mars              |
| 8       | 2001  | Whistler Blackcomb, British Columbia | Kanada       | 10-21 februari          |
| 9       | 2003  | Deer Valley, Utah                    | USA          | 31 januari-2 februari   |
| 10      | 2005  | Ruka                                 | Finland      | 17-21 mars              |
| 11      | 2007  | Madonna di Campiglio                 | Italien      | 5-11 mars               |
| 12      | 2009  | Inawashiro                           | Japan        | 2-8 mars                |
| 13      | 2011  | Deer Valley, Utah                    | USA          | 30 januari-7 februari   |
| 14      | 2013  | Voss                                 | Norge        | 5-10 mars               |
| 15      | 2015* | Kreischberg, Steiermark              | Österrike    | 15-25 januari           |
| 16      | 2017* | La Molina / Barcelona                | Spanien      | 7–19 mars               |
| 17      | 2019* | Park City/Deer Valley                | USA          | 1–10 februari           |
| 18      | 2021* | Idre                                 | Sverige      | 11–13 februari          |
| 18      | 2021* | Almaty                               | Kazakstan    | 8–11 mars               |
| 18      | 2021* | Aspen                                | USA          | 10–16 mars              |
| 19      | 2023* | Bakuriani                            | Georgien     | 25 januari – 5 februari |
| 20      | 2025* | Engadin                              | Schweiz      |                         |

- Från 2015 hålls tävlingarna tillsammans med världsmästerskapen i snowboard.

### Fotnoter
1. ↑  ”Results” (på engelska). FIS. Arkiverad från originalet den 6 mars 2016. https://web.archive.org/web/20160306232937/http://data.fis-ski.com/freestyle-skiing/results.html?place_search=&seasoncode_search=all&sector_search=FS&date_search=&gender_search=&category_search=WSC&codex_search=&nation_search=&disciplinecode_search=&date_from=today&search=Search&limit=50. Läst 29 mars 2014.